# Parco nazionale delle Cevenne
Il parco nazionale delle Cevenne è un parco nazionale francese situato a sud-est del Massiccio Centrale, nella Francia meridionale.
Il parco fu istituito il 2 settembre 1970, risultando il quarto parco nazionale francese per ordine cronologico. La sede amministrativa si trova nel comune di Florac, all'interno dell'omonimo castello. Il parco si estende su due regioni (Occitania ed Alvernia-Rodano-Alpi) e tre dipartimenti (Lozère, Gard e Ardèche).
Nell'area del parco sono presenti diversi altopiani e montagne (tra cui il Monte Lozère ed il Monte Aigoual) e la grotta di Aven Armand.

## Clima
Il clima delle Cévennes è mediterraneo e progressivamente montuoso a seconda dell'altitudine. È caratterizzato da forti piogge agli equinozi e da una significativa siccità estiva. Il gradiente di precipitazioni annuali è molto forte da Alès (circa 1.100 mm) al Monte Lozère (poco meno di 2.000 mm), cioè quasi 1.000 mm in una trentina di chilometri.
Le Cévennes sono teatro degli "episodi delle Cévennes": piogge torrenziali accompagnate da temporali molto localizzati concentrati nell'arco di poche ore o addirittura di alcuni giorni. Sono dovuti principalmente all'incontro tra l'aria fredda proveniente dall'Atlantico, che sale sulle vette delle Cévennes e l'aria calda proveniente dal Mediterraneo.